# Bosnien BA12

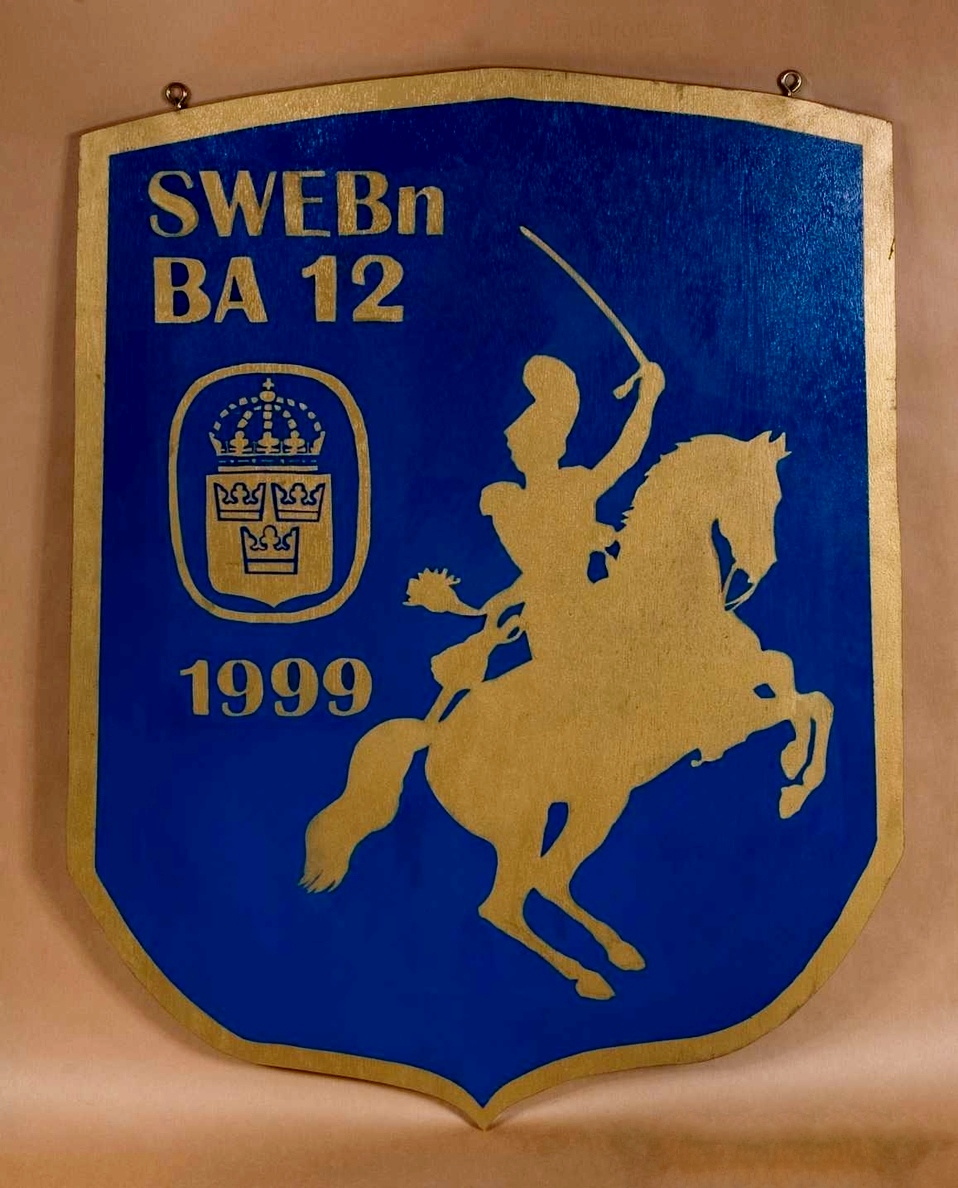
Vapensköld för BA 12

BA12 var den tolfte bataljonen av de Svenska Bosnienbataljonenerna som Sverige bidrog med till de fredsbevarande styrkorna i Bosnien och Hercegovina.

## Historia
Förbandet sattes upp tillsammans av Södra skånska brigaden (MekB 7) i Revingehed och Skånska dragonbrigaden (MekB 8) i Hässleholm. Utbildningen skedde på SWEDINT då grupperat på Svea ingenjörregementes (Ing 1) gamla kasernområde på Almnäs i Södertälje under februari - mars 1999. Förbandet var insatt i missionsområdet från slutet av mars 1999 till 4 oktober 1999. Bataljonsstab, XN och RN var grupperade på Camp Oden utanför Tuzla medan SN oftast uppehöll sig på sin patrullbas Sierra Base utanför Gracanica.

## Förbandsdelar
- Bataljonsstab (VN) Victor November
- HQ-Log kompani (XN) X-ray November
- 1:a Mekskyttekompani (RN) Romeo November
- 2:a Mekskyttekompani (SN) Sierra November

- Bataljonschef: Överste Lennart Svensson
- Stabschef: Överstelöjtnant T. Svanberg
- XN kompanichef: Major P-A Eriksson
- RN kompanichef: Major P. Nilsson
- SN kompanichef: Major M. Olsson